# David Michelinie
David Michelinie (né le 6 mai 1948) est un auteur de comics américain.

## Début de carrière
David Michelinie naît le 6 mai 1948. Ses premiers scénarios sont publiés par DC Comics : House of Secrets et Swamp Thing (#14–18 et #21–22) illustraté par Nestor Redondo. Avec le dessinateur Ernie Chan il crée Claw the Unconquered en 1975. Michelinie est ensuite scénariste d'Aquaman dans le comics Adventure Comics. Le succès de cette série amène l'éditeur à publier un comic book au nom du personnage en 1977. Avec le dessinateur Ed Davis, il crée Gravedigger dans le premier numéro de Men of War en août 1977.  The Avec l'éditeur Joe Orlando et le dessinateur Don Newton il crée les Star Hunters  dans DC Super Stars n°16 en septembre 1977. Eux aussi gagnent peu après leur propre série mais celle-ci dure peu.

## Marvel Comics
Après DC, Michelinie travaille pour Marvel Comics où il scénarise d'abord Iron Man. C'est lui qui fait de Tony Stark un alcoolique. Il crée aussi deux personnages récurrents Bethany Cabe et Jim Rhodes. Il laisse la série en 1981 mais y revient en 1986. Michelinie quitte la série au numéro 250.
Entre 1978 et 1982 Michelinie est aussi l'un des scénaristes des Vengeurs dessinés alors par John Byrne et George Pérez. C'est durant cette période qu'il crée le personnage de Scott Lang qui est une nouvelle incarnation de l'Homme-fourmi dans The Avengers 181 en mars 1979.
De 1987 à 1994, Michelinie scénarise The Amazing Spider-Man. Les dessinateurs qui se succèdent pendant cette période sont Todd McFarlane, Erik Larsen et Mark Bagley. Il crée les personnages de Venom dans le numéro 298 en mars 1988 et Carnage dans le 361 en Avril 1992.

## Carrière récente
David Michelinie revient chez DC et crée la Justice League Task Force en 1993 avec le dessinateur Sal Velluto.  En 1994, il est scénariste d'Action Comics. Il travaille ensuite pour Valiant Comics sur les titres Rai, H.A.R.D. Corps et Turok: Dinosaur Hunter.
Michelinie avec Bob Layton et Dick Giordano lance sa propre maison d'édition Future Comics mais celle-ci ferme en 2004. En 2008, il retrouve le personnage d'Iron Man pour une mini-série intitulée Iron Man : Legacy of Doom. Il retrouve aussi Bob Layton qui était l'encreur de la série pendant ses deux premiers passages.

## Publications

### DC Comics
- Action Comics #702-722, 724-736, #0, Annual #7-9 (1994–1997)
- Adventure Comics #441, 443, 445, 450-452 (Aquaman), #456-458 (Superboy) (1975–1978)
- Aquaman #57-61 (1977–1978)
- Army at War #1 (1978)
- Claw the Unconquered #1-12 (1975–1978)
- DC Comics Presents #3 (Superman and Adam Strange) (1978)
- DC Super Stars #16 (Star Hunters) (1977)
- DC Universe Holiday Bash #1 (1997)
- Doorway to Nightmare #1 (1978)
- Hercules Unbound #7-9 (1976–1977)
- House of Mystery #224, 232, 235, 238, 248, 252, 257-259, 263, 286-287 (1974–1980)
- House of Secrets #116, 122, 126-127, 130, 147 (1974–1977)
- Jonah Hex #13-15 (1978)
- Justice League Task Force #1-3 (1993)
- Karate Kid #2-10 (1976–1977)
- Legion: Science Police #1-4 (1998)
- Men of War #1-4 (1977–1978)
- Phantom Stranger #35-36 (1975)
- Plop! #7-8, 19 (1974–1976)
- Secrets of Haunted House #5 (1975)
- Sgt. Rock #311, 315 (1977–1978)
- Shadowdragon Annual #1 (1995)
- Starfire #1-2 (1976)
- Star Hunters #1-7 (1977–1978)
- Star Spangled War Stories #183-192, 194-203 (Unknown Soldier)(1974–1977)
- Steel #17-19 (1995)
- Superman Annual #8 (1996)
- Superman Adventures #32, 44, Special #1 (1998–2000)
- Superman's Nemesis: Lex Luthor #1-4 (1999)
- Superman: The Wedding Album #1 (1996)
- Swamp Thing #14-18, 21-22 (1975–1976)
- Tales of Ghost Castle #1 (1975)
- Unknown Soldier #254-256 (1981)
- Weird Mystery Tales #15-16 (1974–1975)
- Weird War Tales #30, 72 (1974–1979)
- Wonder Woman #218 (1975)

### Marvel Comics
- Amazing Spider-Man #205, 290-292, 296-352, 359-388, 545, Annual #21-26, 28, Annual '95 (1980, 1987–1994, 2008)
- Avengers #173, 175-176, 181-187, 189, 191-205, 221, 223, 340 (1978–1982, 1991)
- Bozz Chronicles #1-6 (1985–1986)
- Captain America #258-259, Annual #5 (1981)
- Daredevil #167 (1980)
- Doctor Strange #46 (1981)
- Further Adventures of Indiana Jones #4-18, 20-22, 26-27 (1983–1985)
- Hero #1-6 (1990)
- Incredible Hulk #232 (1979)
- Indiana Jones and the Last Crusade #1-4 (1989)
- Indiana Jones and the Temple of Doom #1-3 (1984)
- Iron Man #116-157, 216-250, Annual #9-10 (1978–1982, 1987–1989)
- Iron Man: Bad Blood #1-4 (2000)
- Iron Man: Legacy of Doctor Doom #1-4 (2008)
- Iron Man: The End #1 (2009)
- Krull #1-2 (1983)
- Marvel Comics Super Special #28, 30 (1983–1984)
- Marvel Fanfare #4 (1982)
- Marvel Graphic Novel #16-17, 27 (1985–1987)
- Marvel Holiday Special 2004
- Marvel Premiere #47-48, 55-56 (1979–1980)
- Marvel Super-Heroes #5, 14 (1991–1993)
- Marvel Team-Up #103, 108, 110, 136, 142-143 (1981–1984)
- Marvel Two-In-One #76, 78, 97-98, Annual #4 (1979–1983)
- Psi-Force #7 (1987)
- Questprobe #3 (1985)
- Spectacular Spider-Man #173-175, 220 Annual #11-12, Super Special #1 (1991–1995)
- Spider-Man #35, Super Special #1 (1993–1995)
- Spider-Man Family #2, 7-9 (2007–2008)
- Star Wars #51-52, 55-69, 78, Annual #2 (1981–1983)
- The Thundercats #1-6 (1985–1986)
- Venom: Lethal Protector #1-6 (1993)
- Web of Spider-Man #8-9, 14-20, 23-24, 70, Annual #7-8, Super Special #1 (1985–1995)
- What If #38 (1983)
- What If Vol. 2 #85 (1996)
- What If? Iron Man: Demon In An Armor (2010)
- Wonder Man #1 (1986)

### Valiant Comics
- H.A.R.D. Corps #1-14, 16 (1992–1994)
- Magnus, Robot Fighter #11, 18-19 (1992)
- Rai #1-8 (1992)
- Secrets of the Valiant Universe #1 (1994)
- Turok: Dinosaur Hunter #1-3 (1993)